# Abdounodus
Abdounodus là một chi động vật có vú đã tuyệt chủng sống vào giữa thế Paleocen ở miền bắc châu Phi. Loài duy nhất của chi, A. hamdii, được phát hiện qua những mẫu vật răng được tìm thấy ở Ouled Abdoun Basin ngày nay thuộc Maroc vào năm 2001.